# Жегаліно
Жега́ліно (рос. Жегалино, ерз. Жегалино) — селище у складі Інсарського району Мордовії, Росія. Входить до складу Нововерхіського сільського поселення.
Населення — 1 особа (2010; 10 у 2002).
Національний склад станом на 2002 рік:
- татари — 100 %